# Angel (canção de Sarah McLachlan)
"Angel" (às vezes mal intitulado de "In the Arms of the Angel" ou "Arms of the Angel") é uma canção da cantora canadense Sarah McLachlan. É a sétima faixa de seu álbum Surfacing (1997), lançada como quarto single do mesmo a 24 de novembro de 1998. Como explicado por McLachlan na VH1 Storytellers, a canção fala sobre a overdose de heroína do tecladista Jonathan Melvoin, enquanto viajava com a banda The Smashing Pumpkins, vindo a morrer em 1996.
Depois de lançada, a canção recebeu uma incomum popularidade por causa das letras sentimentais e melancólicas. A canção é muitas vezes, usada para realçar cenas emotivas de séries de TV, sendo incluída em muitas trilhas sonoras (séries de TV ou filmes).
"Angel" foi o segundo single de sucesso de McLachlan que esteve no top 5 da Billboard Hot 100, estreando-se na posição 12º; na semana seguinte, pulou para o top 10, até alcançar a posição de número #4. Por conseguinte, permaneceu no top 10 por 28 semanas. "Angel" foi a décima oitava canção mais bem sucedida de 1999.

## Paradas e posições
| País/Parada                        | Melhor posição |
| ---------------------------------- | -------------- |
| Áustria (Ö3 Austria Top 40)        | 17             |
| Estados Unidos (Adult Pop Songs)   | 1              |
| Estados Unidos (Billboard Hot 100) | 4              |
| Estados Unidos (Pop Songs)         | 4              |
| Noruega (VG-lista)                 | 9              |
| Nova Zelândia (RIANZ)              | 36             |
| Países Baixos (MegaCharts)         | 99             |
| Suíça (Schweizer Hitparade)        | 17             |